# Cips de Melqart
Els Cips de Melqart o Cippi de Melqart és el nom de dos cips de marbre fenici, desenterrats a Malta en circumstàncies imprecises, i datats del s. II aC. Se consideren ofrenes votives al déu Melqart, inscrites en dos idiomes, grec antic i fenici, i en els dos patrons corresponents, l'alfabet grec i el fenici. Es trobaren a finals del s. XVII, i la identificació de la seua inscripció en una carta datada del 1694 els convertí en la primera escriptura fenícia a ser identificada i publicada en temps moderns.[3] A causa que presenten essencialment el mateix text —amb algunes diferències poc importants—, el cip proporcionà la clau per a la comprensió moderna de l'idioma fenici. El 1764, l'erudit francés Jean-Jacques Barthélémy utilitzà aquesta inscripció bilingüe per a identificar 18 de les 22 lletres de l'alfabet fenici, i començar a desxifrar l'idioma desconegut. Lehmann, però, informa que n'hi ha 17.
La tradició que els cips es trobaren a Marsaxlokk prové únicament de la seua dedicació a Hèracles, —el déu fenici Melqart s'associa al déu grec Hèracles per Interpretatio graeca- les restes del temple a Malta del qual s'havien identificat al pujol Tas-Silġ. El Gran Mestre de l'Orde dels Cavallers Hospitalaris, fra Emmanuel de Rohan-Polduc, portà un dels cips a Lluís XVI el 1782, que es troba actualment al Museu del Louvre a París, mentre que l'altre és al Museu Nacional d'Arqueologia a La Valletta, Malta.

## Descripció i història
La importància dels cips per a l'arqueologia maltesa és inestimable. Internacionalment, exerciren un paper important en el desxiframent i estudi de la llengua fenícia als s. XVIII i XIX. Fou tal la seua importància per a la filologia fenícia i púnica, que les inscripcions als cips es conegueren com a Inscriptio melitensis primera bilinguis (en llatí per a la primera inscripció bilingüe maltesa) o Melitensis primera (primer maltés).
El cip és un terme usat per a descriure una columna petita, que de vegades es trenca. Els cips serveixen com a fites, monuments funeraris, marcadors o ofrenes votives. Els primers en tenien forma cúbica i estaven tallats en gres. A finals del s. V ae es convertiren en esteles delicades a dues aigües, en la cultura hel·lenística. El cip de marbre maltès té uns 96,52 cm d'alçada al punt més alt, i es trenca en la part superior. El cip del Louvre té ara 1,05 m d'alt al punt més alt, 0,34 m d'ample i 0,31 m d'espessor. «La seua forma és lleugera i graciosament executada... amb una... inscripció grega sobre el pedestal, [i] una obra mestra de l'epigrafia fenícia.» Estan tallats en marbre blanc, una pedra que no es troba normalment a Malta; segurament aquestes obres foren importades. Les inscripcions, però, pogueren ser gravades a Malta amb el nom dels dos patrocinadors, Abdosir i Osirxamar. Si observem els noms de la inscripció principal, els patrons eren d'origen tiri. L'afegit d'una sinopsi de la dedicació en grec, amb els noms dels oferents i de Melqart en les seues versions hel·lenitzades, confirma l'existència i la influència de la cultura hel·lenística. A més, mentre que Malta havia estat colonitzada pels fenicis des del s. VIII ae, al s. II ae era sota ocupació romana. L'ús de l'escriptura fenícia també confirma la supervivència de la cultura i la religió fenícia a Malta.
Tot i que no és rar que els cips tinguen dedicatòries, els de Melqart tenen una construcció inusual, ja que tenen dues parts: la base, o pedestal, és un bloc rectangular amb motllures a la part superior i inferior. Les inscripcions en grec i fenici en són al front, tres línies en grec i quatre en fenici i mostren una lleu incisió. Els pedestals sostenen pilars que s'interpreten com canelobres, les parts inferiors dels quals són decorades amb un relleu poc profund de fulles d'acant. Les diferències cal·ligràfiques al text incís, la posició variable de les paraules i les diferències en la fondària del relleu i les motllures impliquen que els dos cips són ofrenes separades que porten la mateixa inscripció perquè els patrocinadors eren germans.
Quan la inscripció grega s'edità en el tercer volum del Corpus Inscriptionum Graecarum al 1853, els cippi foren descrits com descoberts al poble costaner de Marsaxlokk. Abans, aquesta procedència no l'havia proposat ningú, i un segle després la declaració fou desacreditada. L'atribució a Tas-Silġ aparentment s'aconseguí per inferència, perquè es creia que els canelobres, amb certa versemblança, s'havien deixat dins el temple d'Hèracles.

### Inscripcions als cips
El del Louvre conté quatre línies en alfabet fenici seguides de tres línies en alfabet antic grec.
La inscripció en fenici (de dreta a esquerra) és aquesta:
| 𐤋𐤀𐤃𐤍𐤍𐤋𐤌𐤋𐤒𐤓𐤕𐤁𐤏𐤋𐤑𐤓𐤀𐤔𐤍𐤃𐤓  |
| 𐤏𐤁𐤃[𐤊]𐤏𐤁𐤃𐤀𐤔𐤓𐤅𐤀𐤇𐤉𐤀𐤎𐤓𐤔𐤌𐤓 |
| 𐤔𐤍𐤁𐤍𐤀𐤎𐤓𐤔𐤌𐤓𐤁𐤍𐤏𐤁𐤃𐤀𐤔𐤓𐤊𐤔𐤌𐤏 |
| 𐤒𐤋𐤌𐤉𐤁𐤓𐤊𐤌               |

La inscripció grega és així:
ΔΙΟΝΥΣΙΟΣΚΑΙΣΑΡΑΠΙΩΝΟΙ
ΣΑΡΑΠΙΩΝΟΣΤΥΡΙΟΙ
ΗΡΑΚΛΕΙΑΡΧΗΓΕΤΕΙ

## Descobriment i publicació

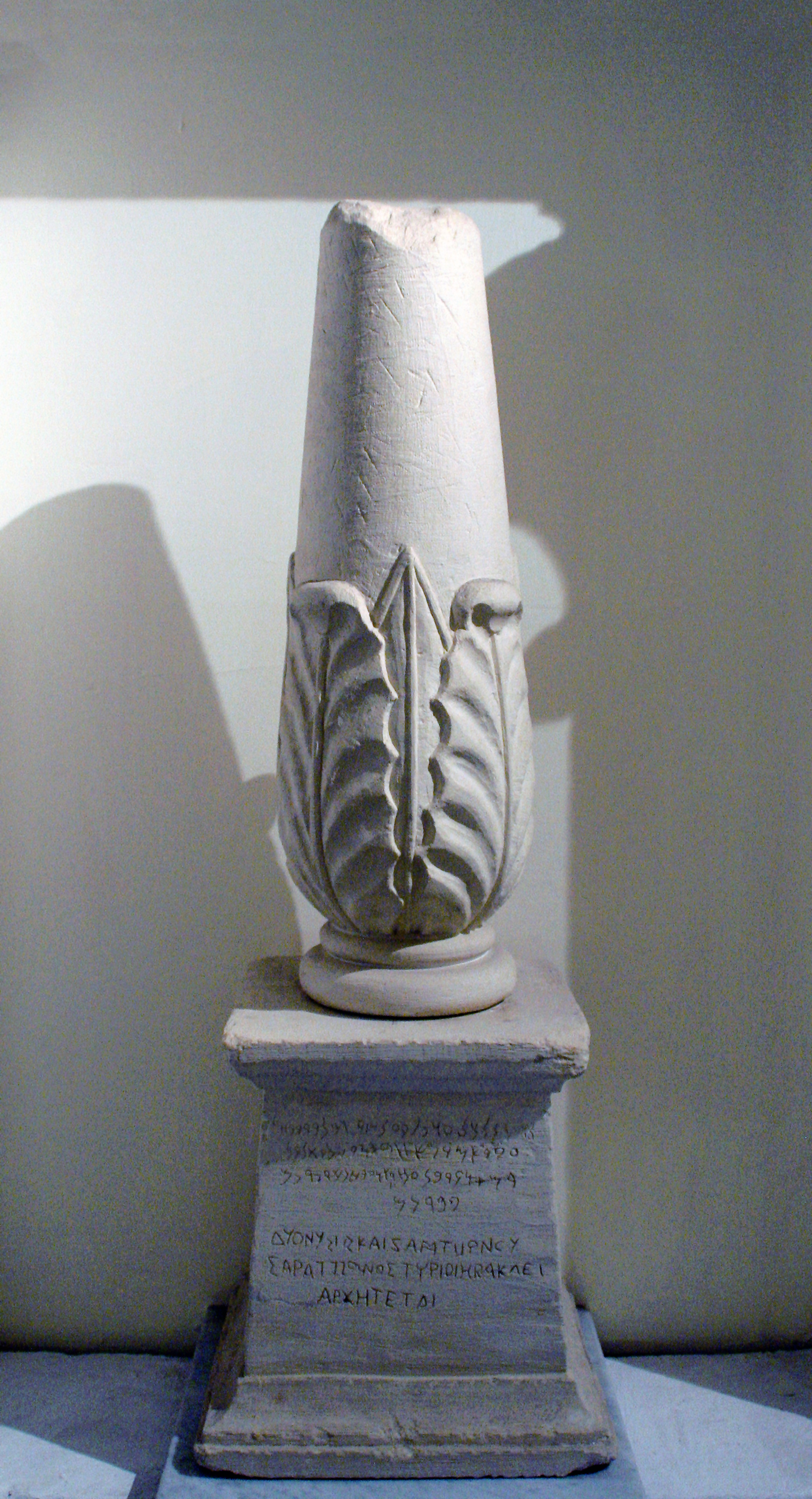
Còpia del cip fenici al Ministeri d'Afers exteriors de Malta

### Identificació inicial
El 1694, un canonge maltés, Ignazio di Costanzo, fou el primer a informar d'una inscripció als cips, que creia que era en llengua fenícia. Aquesta identificació es basava que «els fenicis» eren considerats els antics habitants de Malta pels escriptors grecs Tucídides i Diodor de Sicília. Costanzo veié aquestes inscripcions, que formaven part de dos cips votius quasi idèntics a l'entrada de Vil·la Abela a Marsa, la casa del cèlebre historiador maltés, Gian Franġisk Abela.[3] Di Costanzo reconegué immediatament les inscripcions gregues, i pensà que les altres parts estaven escrites en fenici. L'historiador maltés Ciantar, però, afirmà que els cips es descobriren al 1732, i situà el descobriment en la vil·la d'Abela, que s'havia convertit en un museu confiat als jesuïtes. La contradicció en les dates del descobriment crea confusió, donada la carta de Di Costanzo de 1694.
Ignazio Paterno, príncep de Biscari, relatà una altra història sobre el seu descobriment. Paterno descrigué com s'emmagatzemaren dos canelobres a la Biblioteca, després d'haver estat trobats a l'illa de Gozo. Paterno atribueix el descobriment al pare Anton Maria Lupi, que havia trobat els dos cippi amb les inscripcions fenícies abandonades en una vil·la pertanyent a l'Orde dels jesuïtes a Gozo, vinculant-les amb el cip esmentat per Ciantar.
Unes còpies de les inscripcions, fetes per Giovanni Uvit al 1687, s'enviaren a Verona a un historiador d'art, poeta i comandant dels Cavallers de l'orde Hospitalari, Bartolomeo dal Pozzo. Aquestes ess donaren a un altre col·leccionista veronés d'art noble, Francesco Sparaviero, que escrigué una traducció de la secció grega.
El 1753, Guyot de Marne, també cavaller comandant de l'Orde de Malta, edità el text novament en un diari italià, el Saggi di dissertazioni accademiche de l'Acadèmia Etrusca de Cortona, però no formulà la hipòtesi d'una traducció. El primer intent n'arribà al 1741, per l'erudit francés Michel Fourmont, que havia publicat les seues suposicions en la mateixa revista. Cap, però no en conduí a una traducció útil.

### Desxifrar la inscripció fenícia
El text fenici més curt fou transcrit i traduït després de més de vint anys de la publicació de Fourmont, per l'abat Jean-Jacques Barthélemy, i publicà la seua obra el 1764.
Identificà correctament 16 de les 17 lletres diferents representades al text, però confongué Shin i He. Barthélémy començà la traducció del text llegint la primera paraula «l'dnn» com «per al nostre senyor». La hipòtesi que Hèracles corresponia a Melqart, Senyor de Tir, feu que Barthélemy assenyalara més lletres, mentre que els noms dels patrocinadors, fills del mateix pare en el text grec, permeteren la inducció cap enrere del nom del pare en el text fenici.
El text fenici, ja traduït, diu:
Al nostre senyor Melqart, Senyor de Tir, dedicat pel seu servidor Abd'Osir i el seu germà Osirhamar / tots dos fills d'Osirhamar, fill d'Abd'Osir, perquè ha sentit / la seua veu, que els beneïsca.
La taula paleogràfica publicada per Barthélémy mancava de les lletres Tet i Pe.[3] L'estudi de la inscripció fenícia al pedestal del cip del Louvre pot considerar-se com el veritable fonament dels estudis fenicis i púnics, en un moment en què els fenicis i la seua civilització eren coneguts sols pels texts grecs o bíblics.

### Treball posterior

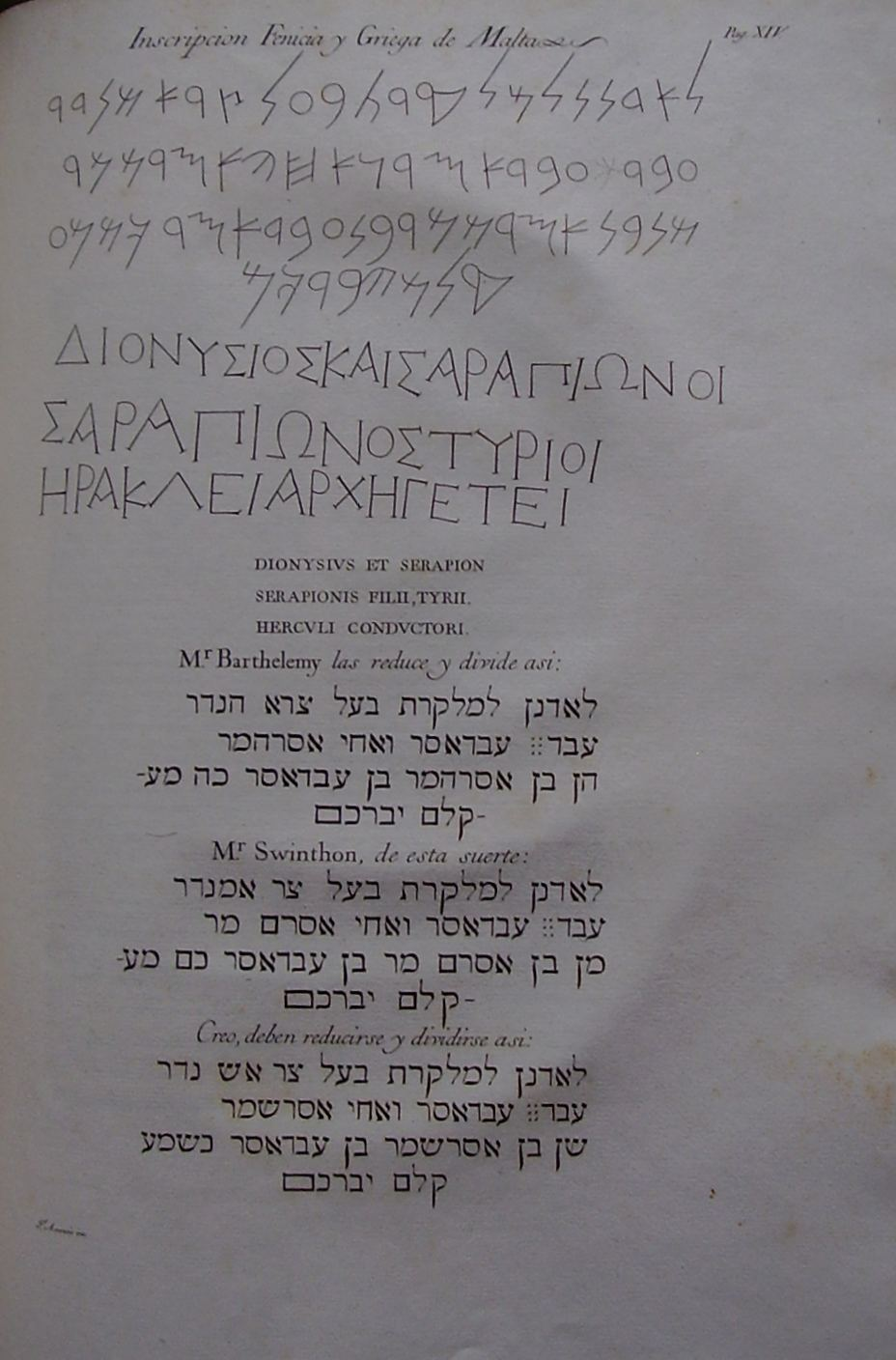
Inscripció en fenici i grec, d'un llibre imprés el 1772 per Francisco Pérez Bayer

El treball del cip se centrà en una comprensió més completa de la gramàtica fenícia, així com en les implicacions del descobriment de texts fenicis a Malta. Johann Joachim Bellermann creia que l'idioma maltés era un descendent llunyà del púnic. Açò fou refutat per Wilhelm Gesenius, que, com Abela abans que ell, sostingué que el maltés és un dialecte de l'àrab.[3] Altres estudis sobre el text de Melitensis prima continuaren amb els avanços en l'estudi de la gramàtica fenícia, comparant els espècimens púnics amb els texts hebreus. El 1772, Francisco Pérez Bayer publicà un llibre que detalla els intents previs d'entendre el text, i hi donà la seua interpretació i traducció.
El 1782, Emmanuel de Rohan-Polduc, Gran Mestre de l'Orde de Malta, dugué un cip a Lluís XVI. Fou col·locat en l'Académie des Inscriptions et des Belles Lettres, i després traslladat a la Biblioteca Mazarino entre 1792 i 1796. El 1864, l'orientalista Silvestre de Sacy suggerí que se'n traslladara al Louvre.

## Ús idiomàtic i impacte cultural
El terme «pedra Rosetta de Malta» s'ha utilitzat per representar la funció dels cips per desxifrar l'alfabet i l'idioma fenicis. Els cips esdevingueren una icona de Malta. La seua imatge ha aparegut en els segells postals locals, i els models fets a mà dels objectes s'han ofert com a regals als dignataris visitants.